# Hanna Eriksson (textilkonstnär)
Hanna Eriksson, född den 21 november 1887 i Arvika landsförsamling, död den 8 april 1989 i Arvika västra församling, var en svensk textilkonstnär. Hon var dotter till Ola och Kristina Eriksson.
Mamman var en god väverska och Hanna fick sina första inblickar i vävandets konst av henne. Hon började 1909 på Värmlands folkhögskola där hon förutom vävning även läste allmänna ämnen. Hon fortsatte därefter vid Tekniska Skolan i Stockholm. Hon utbildade sig till bildväverska vid Brunssons vävskola. Efter studierna arbetade hon en period vid textilateljén på Licium.
Hon kompletterade sin utbildning så att hon kunde tjänstgöra som vävlärare och anställdes 1920 vid Västra Värmlands folkhögskola som låg på Agneteberg i Arvika. När skolan flyttade till Ingesund följde hon med och arbetade vid skolan fram till pensioneringen 1953.
Hanna Eriksson är gravsatt på Arvika kyrkogård. Delar av hennes textilkonst visades i utställningen Kvinnorna på Rackstadmuseet i Arvika 1996.